# The American Journal of Pathology
The American Journal of Pathology est une publication médicale mensuelle revue par les pairs abordant la recherche en pathologie.